# Turdus infuscatus
El tordo negro (Turdus infuscatus), también conocido como zorzal montañés, mirlo negro o mirlo guatemalteco, es una especie de ave paseriforme de la familia Turdidae.
Es nativo de El Salvador, Guatemala, Honduras y México. Su hábitat natural incluye bosque húmedo montano tropical y subtropical.
No tiene subespecies reconocidas.